# Aeronca L-3
Aeronca L-3 byl pozorovací a spojovací letoun vojenského letectva Spojených států během druhé světové války. L-3 byl vojenskou verzí předválečného civilního cvičného typu Aeronca Model 65 „Defender“. Původně získal označení O-58, když byl poprvé objednán pro letectvo. Letoun byl zkoušen v létě 1941 během vojenského cvičení v Louisianě a Texasu,[zdroj⁠?!] kde byl používán pro různé podpůrné úkoly (spojovací lety, převoz lehkých nákladů).
V době, kdy americké pozemní jednotky vstoupily do bojů druhé světové války, začaly používat letouny L-3 stejným způsobem jako pozorovací balóny v první světové válce – k navádění dělostřelecké palby na místa soustředění nepřátelských jednotek. Také byly využívány pro spojovací a přepravní účely a ke krátkým průzkumným letům, tedy pro úkoly, které vyžadovaly letoun s krátkým vzletem a přistáním na provizorních vzletových a přistávacích drahách.
V době, kdy Spojené státy vstoupily do války, byla Aeronca L-3 (a její sesterský typ Taylorcraft L-2) prohlášeny za operačně zastaralé a nikdy nebyly oficiálně poslány na frontu. Důvodem byla nehezká tendence letounu přecházet do pádu a vývrtky v levotočivé zatáčce, stejně tak jako to, že byly k dispozici novější a modernější typy letadel. Místo na frontu byly posílány k cvičným jednotkám, kde sloužily jako cvičné letouny a „taxíky“. Spojovací piloti začínali výcvik na L-3 a poté přecházeli na větší letouny jako byly Piper L-4 nebo, v případě USAAF, Stinson L-5.
Existují zprávy o tom, že jisté množství L-3 bylo nedopatřením posláno na frontu v severní Africe a následně předáno jednotkám Svobodných Francouzů, které tam tehdy operovaly. Není ale známo, kolik letounů síly Svobodných Francouzů získaly.

## Varianty
- YO-58 – Čtyři letouny s motorem YO-170-3 o výkonu 65 k
- O-58 / L-3
- O-58A / L-3B
- O-58B / L-3B
- L-3C
- L-3D
- L-3E
- L-3F
- L-3G
- L-3H
- L-3J
- TG-5 : 250 ks cvičných kluzáků pro USAAF.
- LNR : Tři TG-5 pro US Navy.

Poznámka: označení L znamená liaison (spojovací), označení O znamená observation (pozorovací).

## Specifikace (Aeronca L-3)

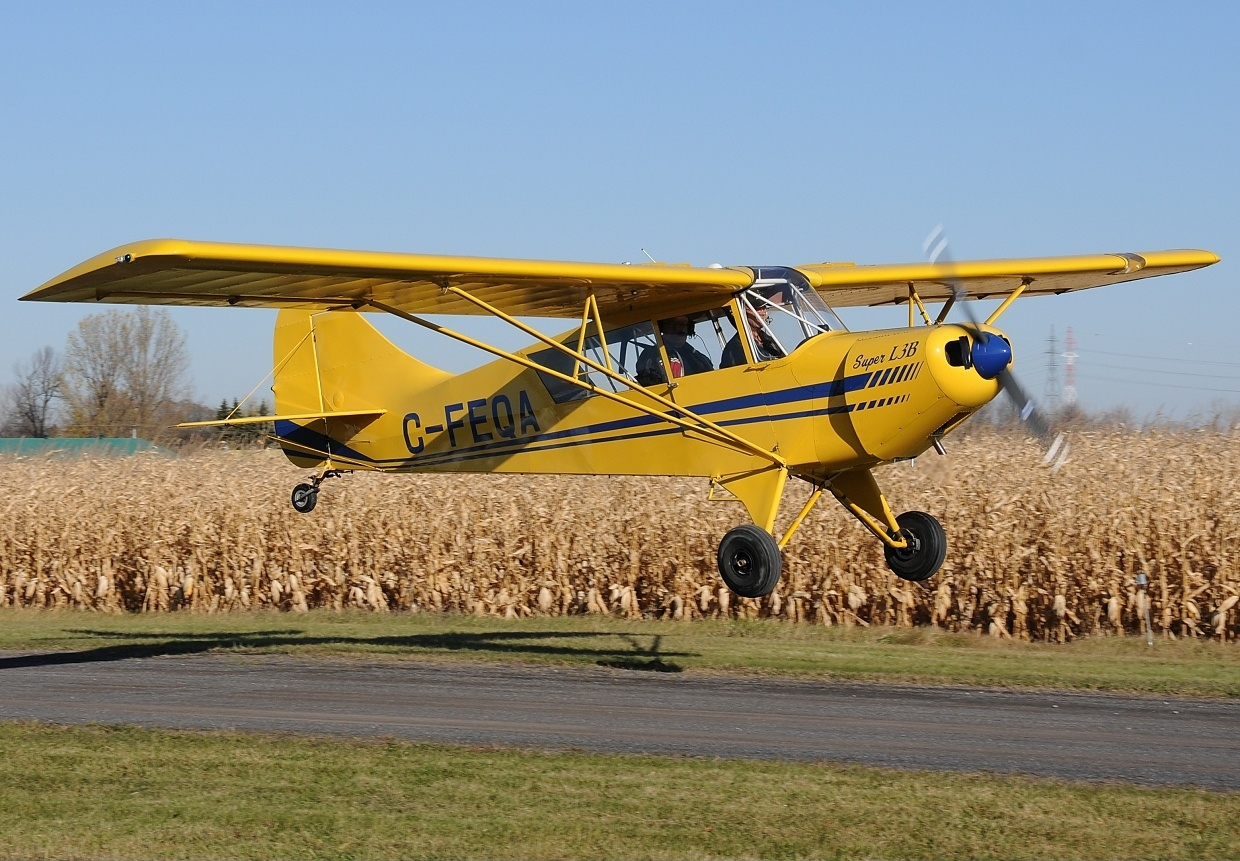
Aeronca L-3B

### Technické údaje
- Osádka: 1 pilot, 1 pozorovatel
- Rozpětí: 10,67 m
- Délka: 6,67 m
- Výška: 2,74 m
- Nosná plocha: 15,6 m²
- Plošné zatížení: 36,1 kg/m²
- Hmotnost prázdného stroje: 379 kg
- Vzletová hmotnost : 572 kg
- Pohonná jednotka: 1× čtyřválcový boxer Continental O-170-3 nebo Continental O-65-8
- Výkon pohonné jednotky: 65 k (48 kW)
- Poměr výkon/hmotnost: 84 W/kg

### Výkony
- Maximální rychlost: 139 km/h
- Cestovní rychlost: 126 km/h
- Pádová rychlost: 73 km/h
- Dostup: 3050 m
- Stoupavost: 123 m/min
- Dolet: 350 km